# مارون غصن
مارُون غُصن (1297 - 1359 هـ / 1880 - 1940 م) هو أديب من الكهنة بلبنان.
هو مارون بن غندور الخوري عبد الله غصن. ولد ببيروت وتخرج في مدرسة الآباء المرسلين اللبنانيين سنة 1907 م. درّس الأدب في مدرستي الحكمة والآباء اليسوعيين. توفي ببيروت.

## آثاره
من آثاره:
- دروس ومطالعة : روايات أدبية، مقالات اجتماعية.
- الملك هرقل، أو، ارتفاع الصليب : رواية تمثيلية.
- بستان السلوى وهو مجموع روايات نشرت تباعا في جريدة البشير.
- الغصن الرطيب، ديوان شعر.